# LL.M. Eur
LL.M.  în Drept European (Master of European Law) este o diplomă academică  avansată, abreviat LL.M. Eur, fiind una dintre diplomele LL.M de specializare, acordate după încheierea cu succes a unui program de studiu în Drept European și întocmirea unei lucrări de dizertație cu subiect din acest domeniu.

## Diferențe între programe LL.M. și LL.M.Eur.
Diferența fundamentală dintre programul LL.M. și LL.M. Eur. este specializarea obținută în cel din urmă. De obiciei LL.M. Eur.  conține ca introducere  cursuri generale în Drept European și istoria integrării europene fiind urmat de cursuri de specializare ex. dreptul libertățiilor fundamentale, dreptul concurenței, drept economic și uniune monetară etc.    
O altă diferență de bază dintre cele două programe este componența grupului de auditori. LL.M Eur. are conotație internațională. Datorită faptului, că nu acoperă doar legislația unei sau două jurisdicții, LL.M Eur. are studenți din mai multe state. Ca urmare a acestui fapt, participanții primesc adițional   experiență de lucru în mediu internațional, multicultural.  Din acest motiv unele instituții europene și societăți de avocați internaționale preferă  să își selecteze viitorii angajați din rândul absolvențiilor cu acest tip de diplomă.

## Objectiv
Programele LL.M. Eur. sunt create pentru persoane dormice să lucreze în domeniul Dreptului European sau Afacerilor Europene, la modul general. (Cuprinzând oportunități de carieră în Comisia Europeană, alte instituții ale Comunităților Europene sau instituții înrudite.   

## Exemple
Una dintre cele mai vechi programe de studiu de acest tip sunt organizate de Europa-Institut în Saarbücken Germania. Acest Institut are o tradiție mai lungă de 50 de ani fiind susținută între altele de Comisia Europeană. Acest Program este oferit în două limbi:germană și/sau  engleză.
Programe de studiu LL.M. Eur. sunt oferite și în Universitatea din Utrecht, London School of Economics and King's College London.